# Buddelundia inequalis
Buddelundia inequalis är en kräftdjursart som först beskrevs av Gustav Budde-Lund 1912.  Buddelundia inequalis ingår i släktet Buddelundia och familjen Armadillidae. Inga underarter finns listade i Catalogue of Life.